# Botia
Botia é um gênero de peixes de água doce da família (Cobitidae) com cerca de 20 espécies descritas.
Em 2004, Maurice Kottelat propôs num artigo com a descrição original de Botia kubotai a divisão do gênero em quatro, com base na sua aparência e localização:
- Botia para as espécies da Índia (corpo mais curto).
- Chromobotia para a bótia-palhaço.
- Syncrossus para as bótias-tigres (corpo alongado).
- Yasuhikotakia para as bótias do rio Mekong (corpo mais curto).

Um outro gênero, Parabotia, considerado separado anteriormente, tem igualmente um corpo alongado como Syncrossus, mas se distribui quase exclusivamente na China.
Os peixes desse gênero possuem um par de espinhos por baixo das órbitas; encontram-se normalmente escondidos, mas podem ser estendidos quando o peixe se sente ameaçado. Este comportamento não é frequente mas, devido a essa característica, deve ter-se cuidado ao capturar o peixe com uma rede de pesca, uma vez que os espinhos estendidos podem ficar emalhados na rede, podendo causar dano ao peixe.
Outra capacidade especial deste grupo de peixes é produzirem sons de "clique", que é costume ouvir-se quando o peixe está a comer. Este som é produzido por um órgão especial usado pelos peixes para chupar caracois de dentro das suas conchas. Para os aquaristas, esta característica tem uma aplicação prática: as bótias podem ser usadas para controlar a infestação de caracois num aquário.
Muitos destes peixes preferem dormir deitados de lado, ou noutras posições estranhas

## Species
- Botia almorhae
- Botia birdi
- Botia dario
- Botia histrionica
- Botia kubotai
- Botia lohachata
- Botia rostrata
- Botia striata
- Botia udomritthiruji

## Gallery

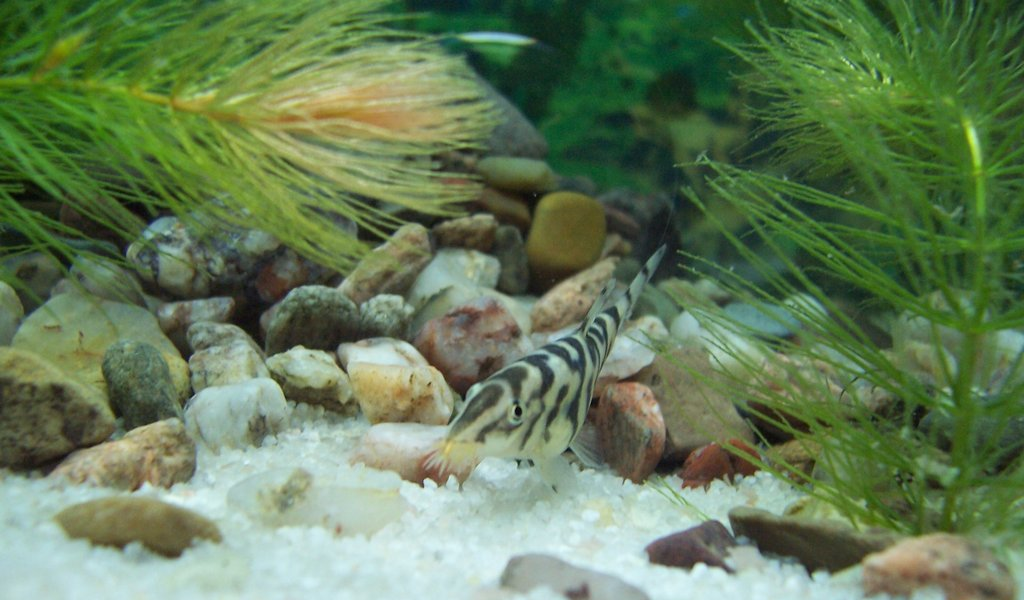
Botia almorhae
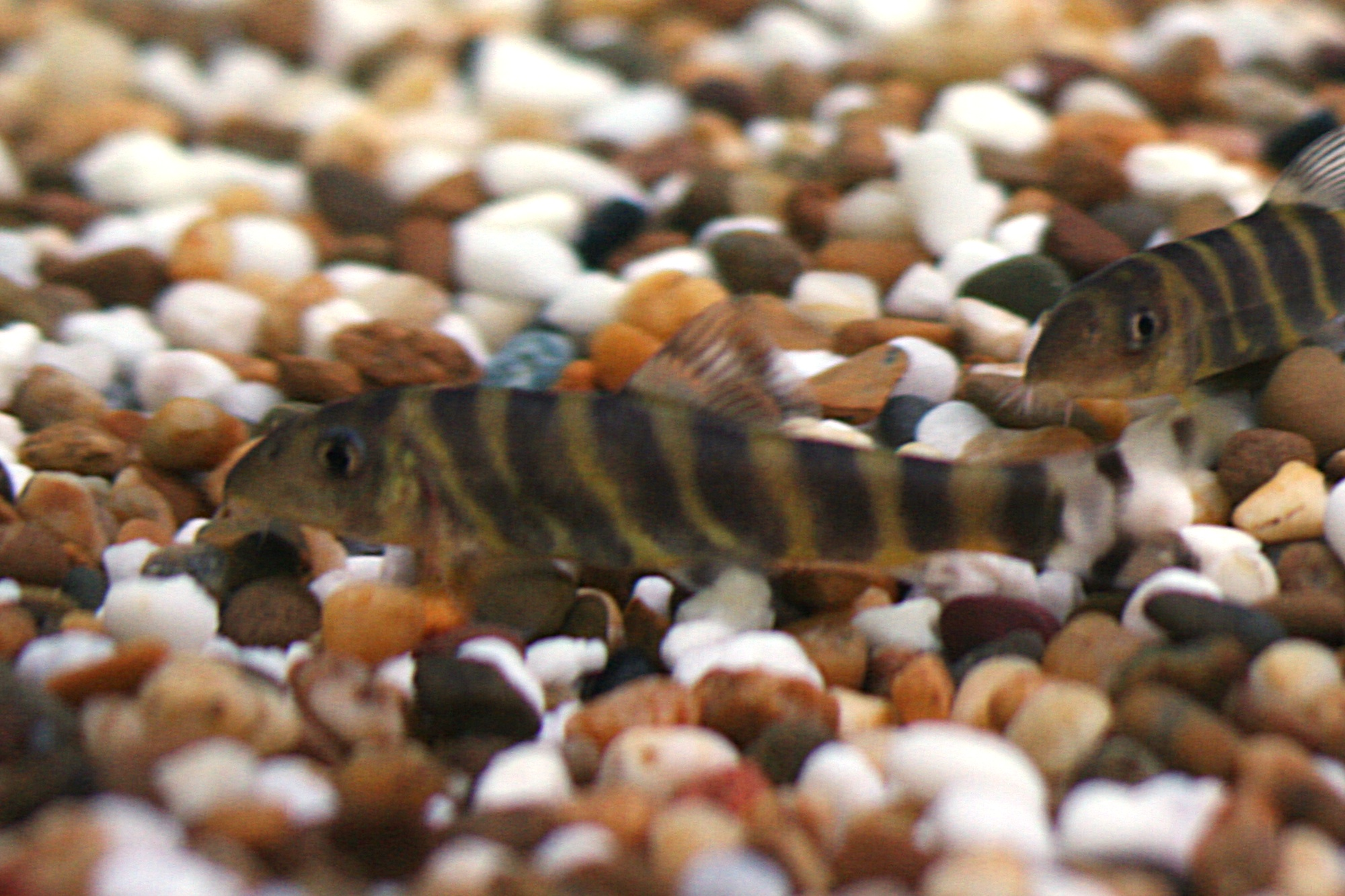
Botia dario
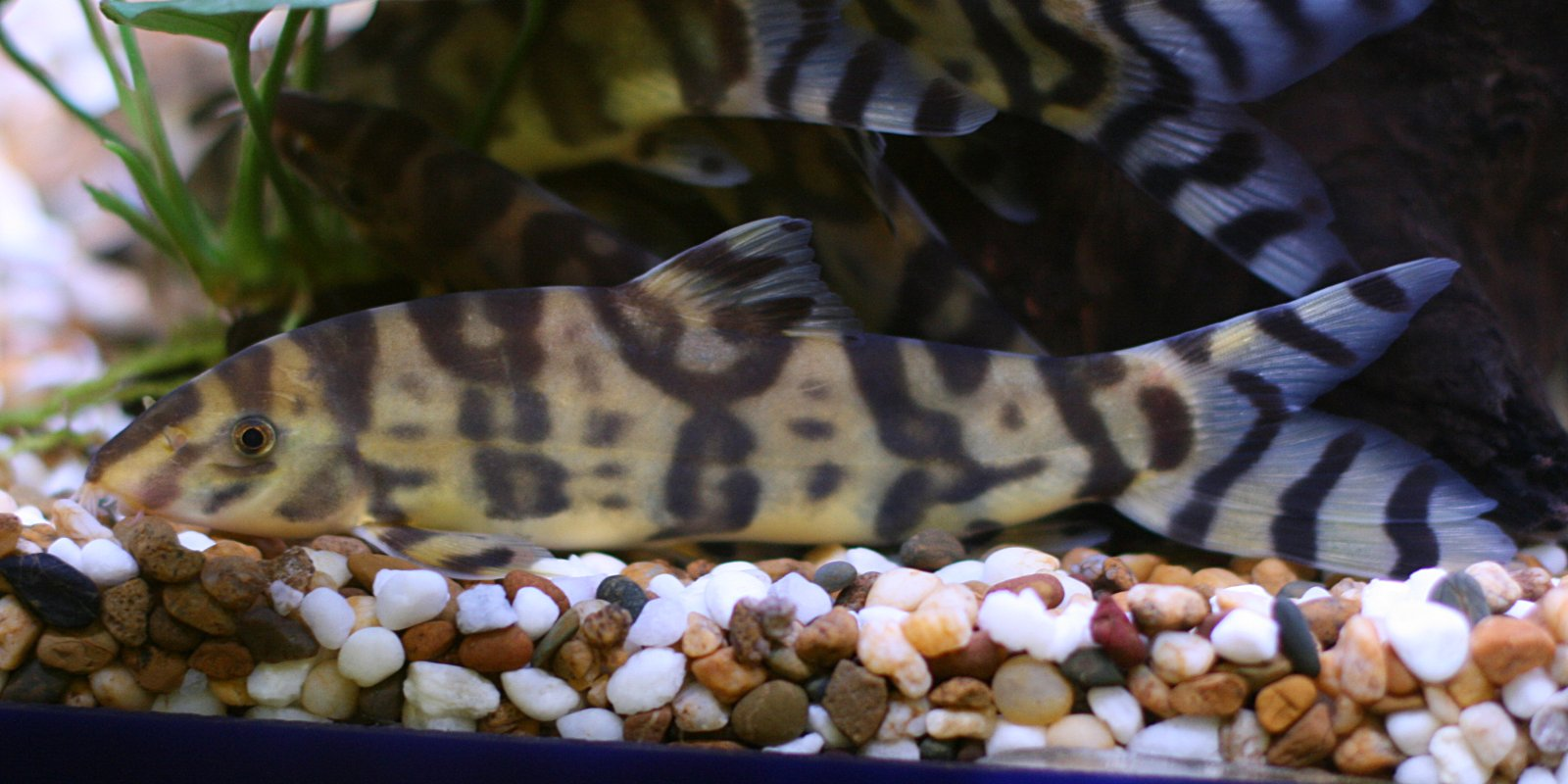
Botia histrionica
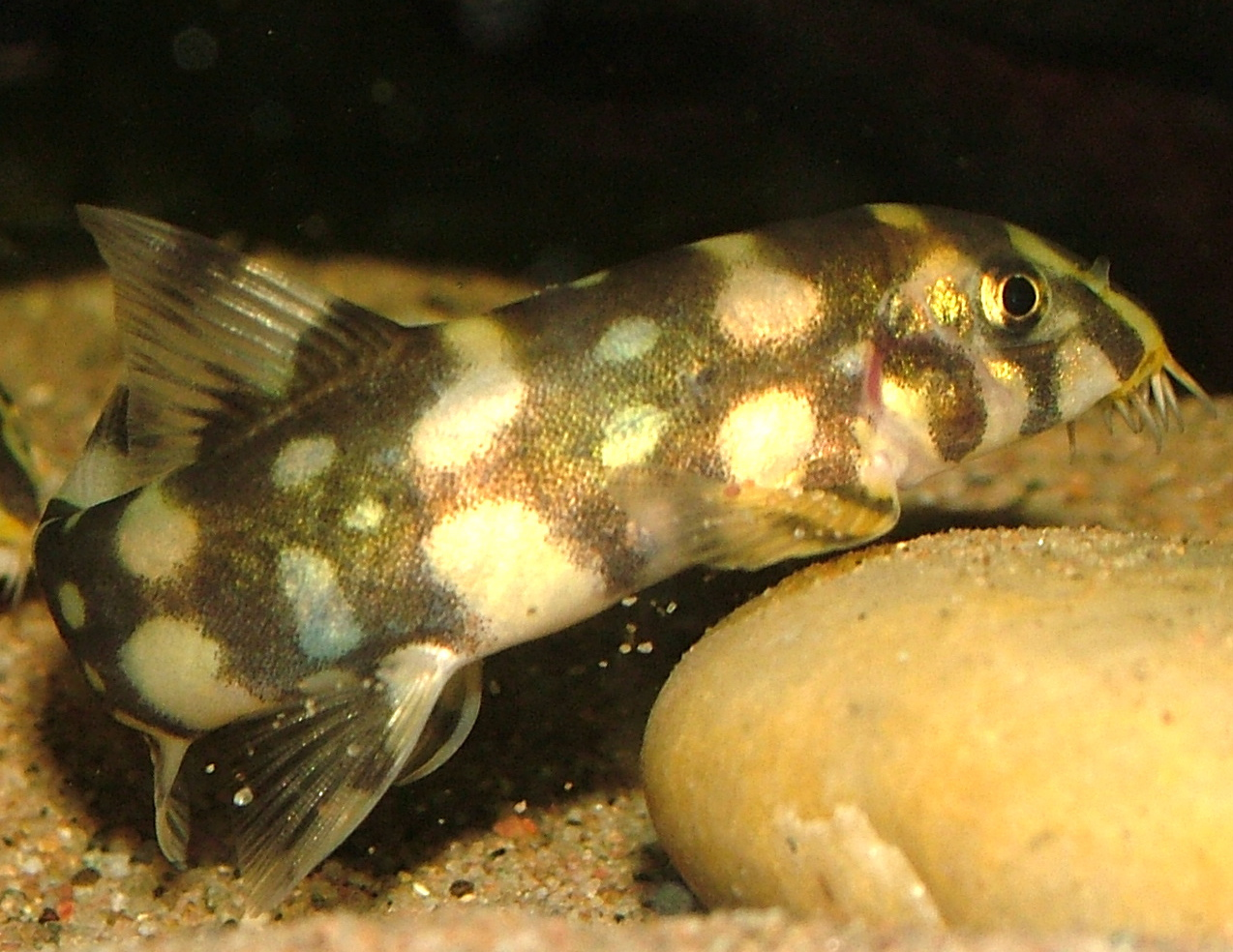
Botia kubotai
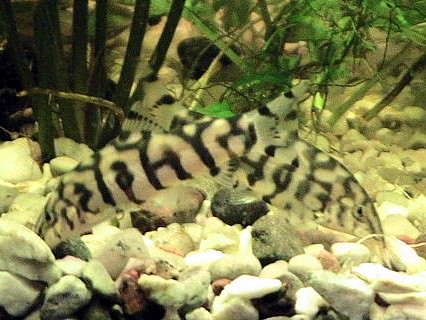
Botia lohachata
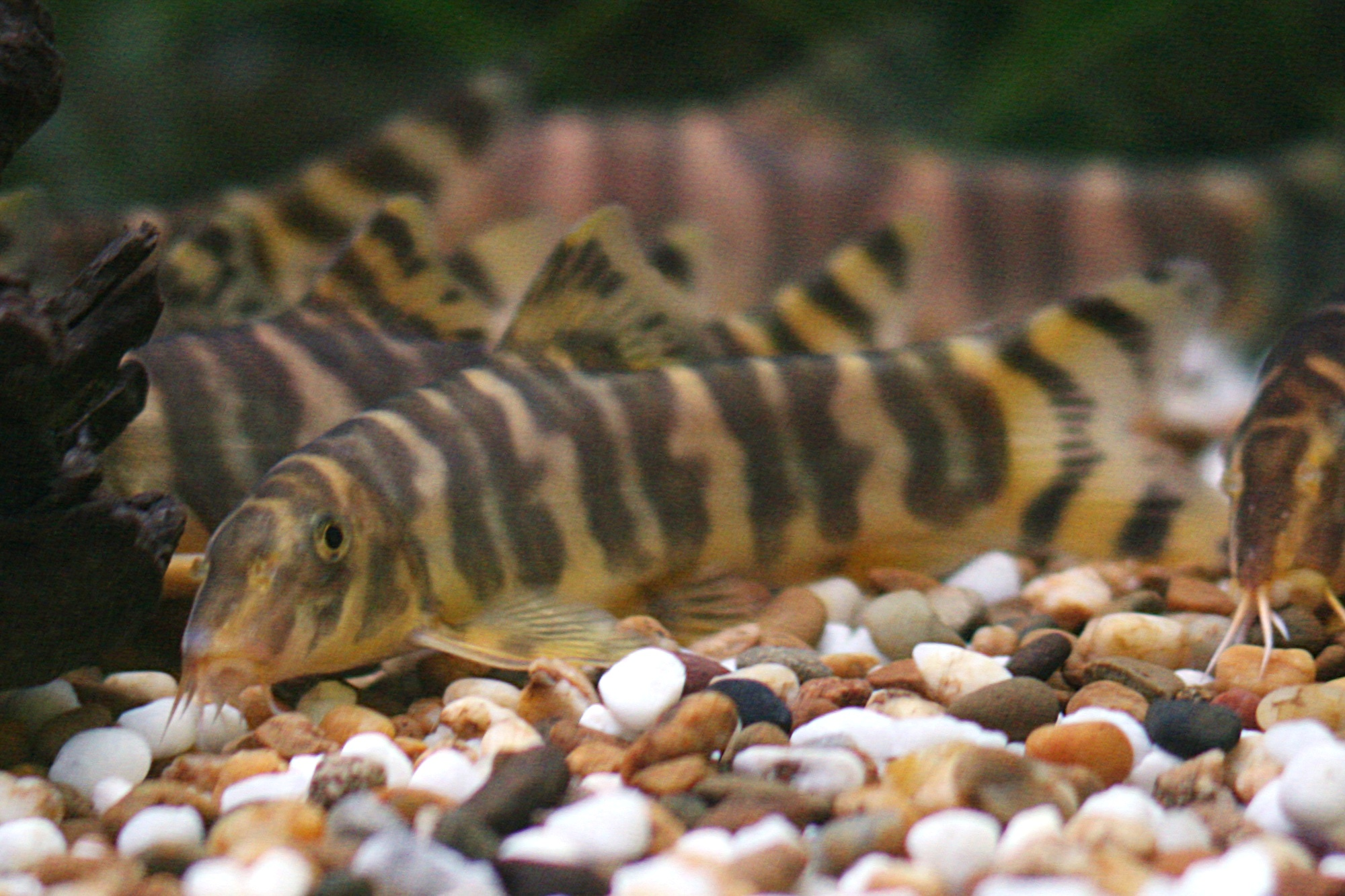
Botia udomritthiruji
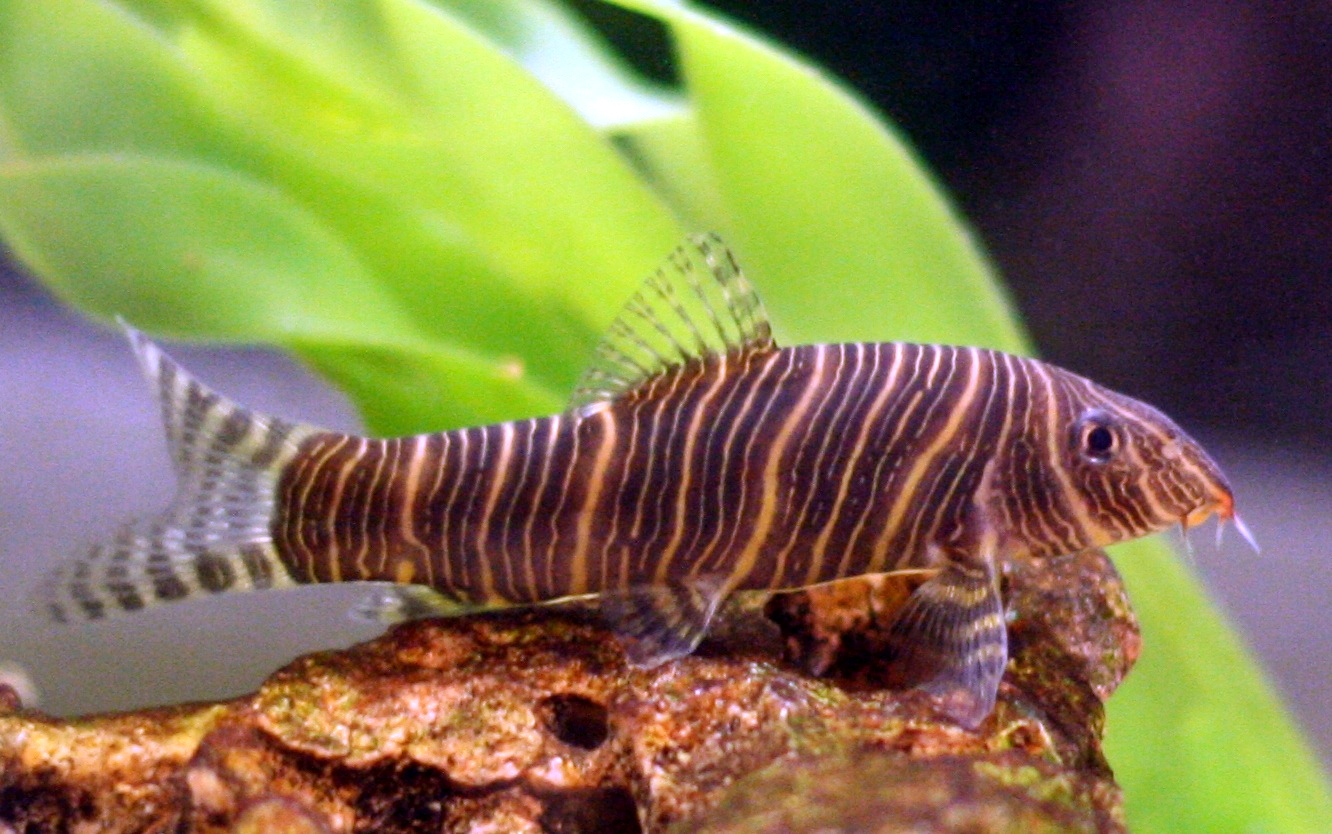
Botia striata
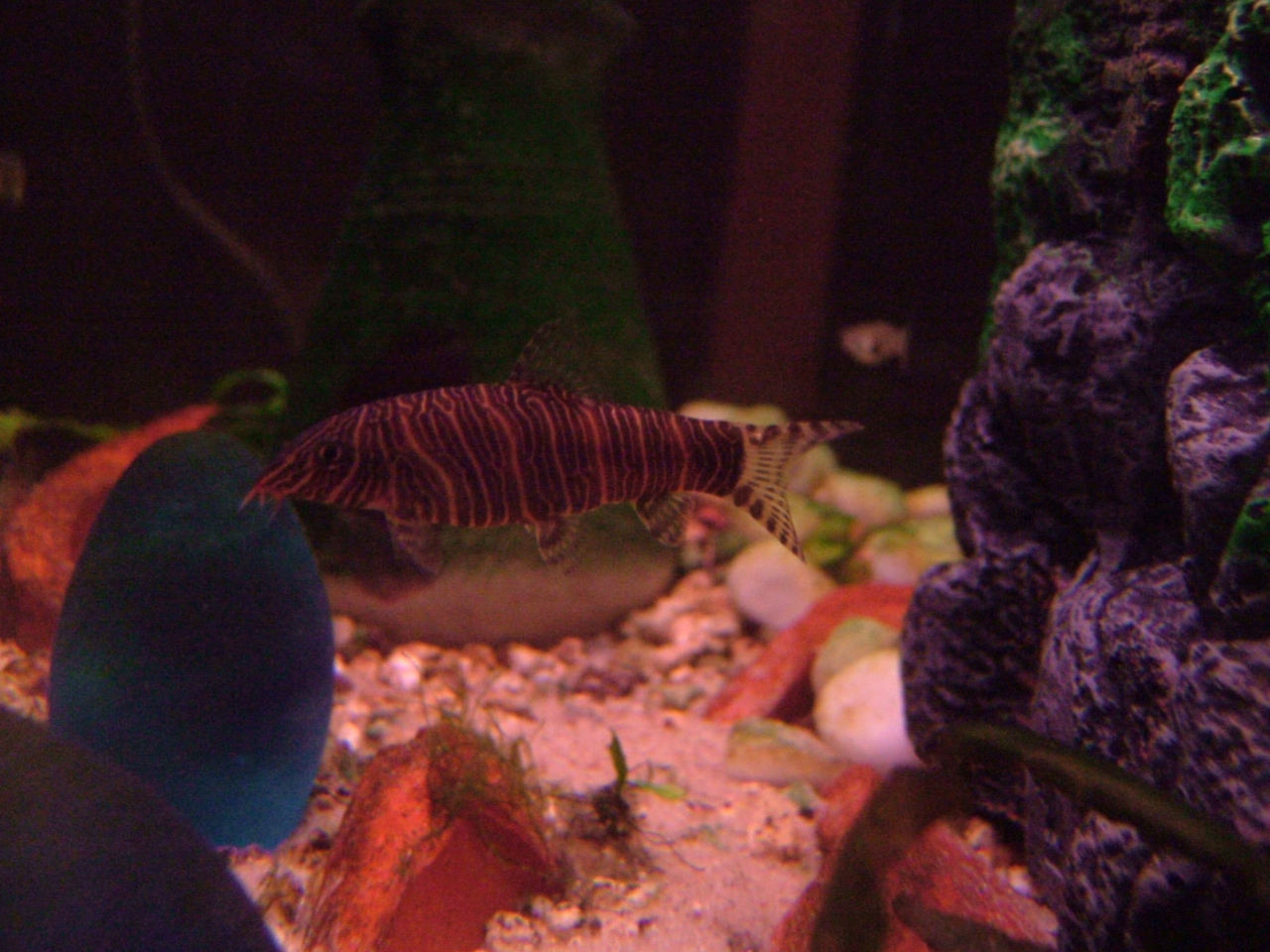
Botia striata